# Wiaczasłau Dubinka
Wiaczasłau Andrejewicz Dubinka (biał. Вячаслаў Андрэевіч Дубінка, ros. Вячеслав Андреевич Дубинко, Wiaczesław Andriejewicz Dubinko; ur. 1942 w Słucku, zm. 10 sierpnia 2010) – białoruski fotografik, pisarz i artysta ludowy.

## Życiorys
Urodził się w 1942 roku, w okupowanym przez III Rzeszę Słucku, w ówczesnym Generalnym Okręgu Białorusi należącym do Komisariatu Rzeszy Wschód. W swojej twórczości literackiej posługiwał się pochodzącym z rodzinnych stron, soczystym, pełnym humoru językiem białoruskim. Najważniejszymi jego utworami były książki: Papłacz la rodnaje kryniczki, Nia płacz, dusza maja, Oj, zialony duboczak (1983), Braty światoj noczy (1986), Raźwitalnaja pieśnia (1989), a także liczne opowiadania publikowane na łamach czasopism. W wieku 23 lat zaczął zajmować się fotografią artystyczną. Był w tej dziedzinie samoukiem, jednak szybko stał się jednym z najbardziej znanych fotografików na Białorusi. Regularnie robił zdjęcia na akcjach społeczności demokratycznej. Współpracował z innym białoruskim fotografikiem, Hieorgijem Lichtarowiczem. Wynikiem jego pracy były albumy Babrujsk, Niaswiż, Mahilou, Brest, a także bogate archiwum zawierające zdjęcia związane ze współczesną historią Białorusi. Wiaczasłau Dubinka odrodził na Białorusi ludową sztukę wycinanki – obrazów z papieru wycinanego nożyczkami. Wielokrotnie zwyciężał w konkursach międzynarodowych i pozostawił po sobie tysiące obrazów w tej technice. Ozdabiał nimi także wykonywane przez siebie kalendarze, wizytówki, notatniki, pocztówki i inne wybory poligraficzne.